# Tim Stoberock

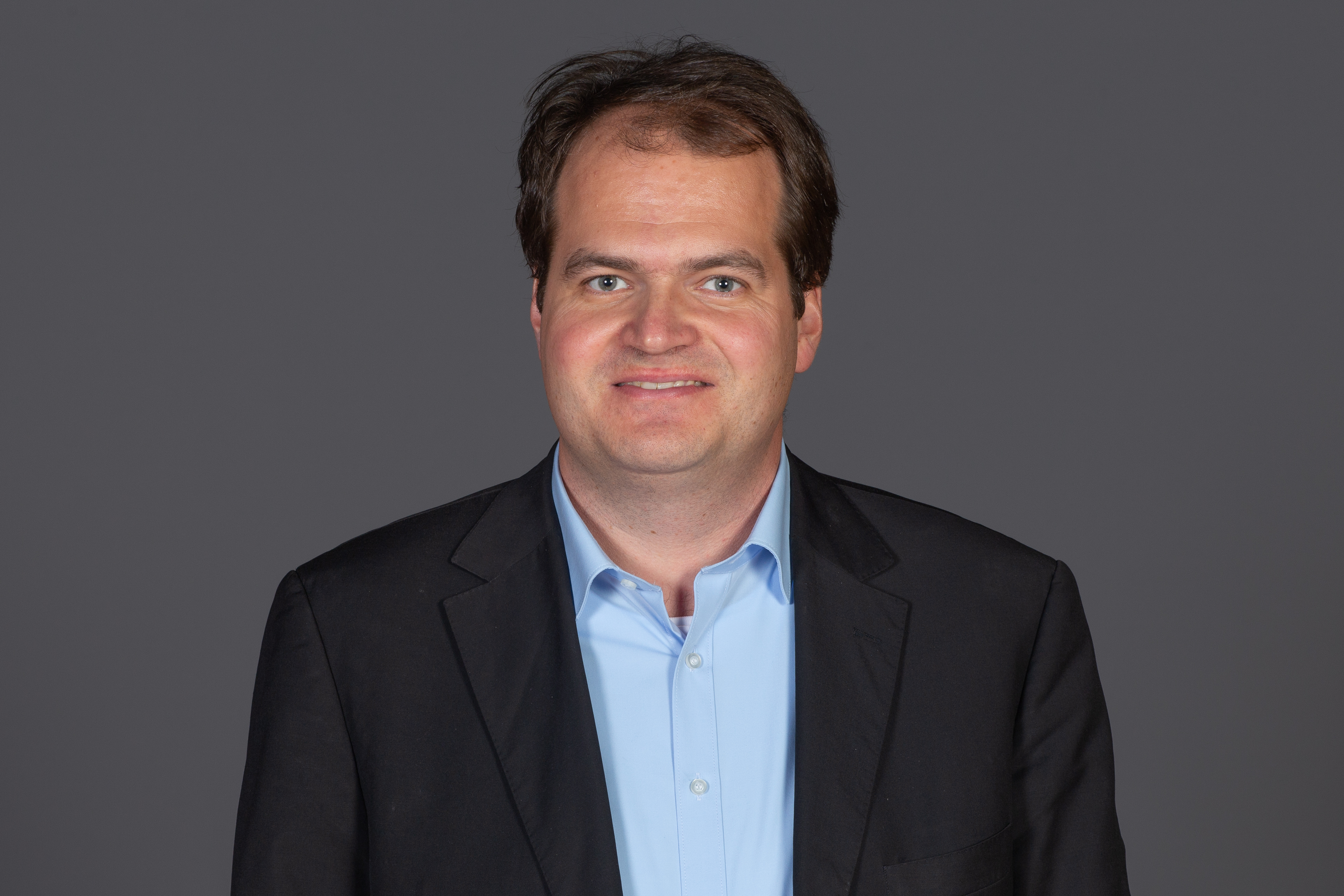
Tim Stoberock (2018)

Tim Stoberock (* 1. Dezember 1977 in Hamburg) ist ein deutscher Politiker (SPD) und Jurist. Seit 2015 ist er Mitglied der Hamburgischen Bürgerschaft.

## Leben und Wirken
Stoberock wuchs in Hummelsbüttel auf, wo er Grundschule und Gymnasium besuchte. Nach Erlangen des Abiturs 1998 und Zivildienst studierte er Rechtswissenschaften an der Universität Hamburg. 2004 legte er das Erste Staatsexamen ab. Mit Hilfe eines DAAD-Stipendiums absolvierte er einen LL.M.-Studiengang in Durham. Er promovierte in Hamburg mit einer Schrift über „Ausnahmebestimmungen im Warenhandel im WTO- und EU-Recht“. Seit 2009 ist er als Staatsanwalt tätig. 2011 und 2012 arbeitete er als Strafrichter am Amtsgericht Hamburg-Altona. Stoberock ist verheiratet und hat fünf Kinder.
1994 wurde Stoberock Mitglied der SPD. Von 1997 bis 2000 engagierte er sich als Abgeordneter des Ortsausschusses Alstertal. Er war Vorsitzender der Jusos Wandsbek und stellvertretender Landesvorsitzender der Jusos Hamburg. Seit 2004 ist er Vorsitzender des SPD-Distrikts Hummelsbüttel. Er kandidierte bei der Bürgerschaftswahl 2011 auf der SPD-Landesliste und im Wahlkreis Alstertal – Walddörfer jeweils auf einem hinteren Platz, erlangte jedoch kein Mandat. Bei der Bürgerschaftswahl 2015 errang er mit 11.091 Stimmen (3,4 Prozent) ein Direktmandat im Wahlkreis Alstertal – Walddörfer und zog in die 21. Bürgerschaft ein. Dort ist er Mitglied im Europaausschuss, Haushaltsausschuss sowie Familien-, Kinder- und Jugendausschuss.
Am 23. Februar 2020 zog Stoberock erneut in die Hamburgische Bürgerschaft ein.